# Капуста-рогачка
Капуста-рогачка, рогачка хріновидна як Erucastrum elongatum  (Brassica elongata) — вид рослин з родини капустяних (Brassicaceae), поширений у Марокко, центральній і південно-східній Європі, західній і середній Азії, західному Сибіру й Сіньцзяні.

## Опис
Дворічна чи багаторічна рослина 40–100(130) см заввишки, при основі волосата або рідко гола. Стебло розчепірено-гіллясте, вся рослина велика, утворює перекоти-поле. Прикореневі й найнижчі листки довго-черешкові; листові пластини обернено-ланцетні, еліптичні, довгасто-яйцеподібні або довгасто-лінійні, (3)5–14(20) × (0.5)1–3.5(6) см, основи клиноподібні або ослаблені, поля зубчасті, хвилясті або цілі; верхні стеблові листки черешкові або майже сидячі, лінійні, обернено-ланцетно-лінійні, ланцетні або довгасті, до 8 см, основи клиноподібні або ослаблені, поля зубчасті або цілі. Чашолистки довгасті, 3–4(4.5) × 1–1.5 мм, прямостійні або рідко висхідні. Пелюстки 7–9 мм довжиною, світло-жовті, зворотнояйцеподібні, верхівки округлі. Стручки косо вгору спрямовані, 12–20 мм завдовжки, лінійні, (2)5–11(13) насіння на камеру. Насіння коричневе або сірувате, кулясте, діаметром 1–1.5 мм. 2n = 22.

## Поширення
Поширений у Марокко, центральній і південно-східній Європі, західній і середній Азії, західному Сибіру й Сіньцзяні; натуралізований в Австралії, Північній Америці, Ботсвані, ПАР, багатьох країнах решти Європи.
В Україні вид зростає у степах, на схилах, бур'ян на полях і біля доріг — у Лісостепу, Степу та Криму; олійна рослина.